# Eparchia wiacka
Eparchia wiacka  – jedna z eparchii Rosyjskiego Kościoła Prawosławnego, w metropolii wiackiej. Jej obecnym ordynariuszem jest metropolita wiacki i słobodzki Marek (Tużykow), zaś funkcję katedry pełni sobór Zaśnięcia Matki Bożej w kompleksie zabudowań Monasteru Tryfonowskiego. 

## Zarys historyczny
Prawosławie pojawiło się w regionie wiackim w ostatnich dziesięcioleciach XII stulecia. Samodzielna eparchia obejmująca ten obszar została erygowana w październiku 1657. Po jej powstaniu na terytorium eparchii powstały pierwsze murowane cerkwie. Na początku XX wieku podlegało jej 866 cerkwi parafialnych obsługiwanych przez 1853 kapłanów. Funkcjonowało również 13 monasterów zamieszkiwanych przez 200 mnichów i mniszek oraz 1300 posłuszników i posłusznic. Duchowieństwo eparchii wiackiej stało się w okresie stalinizmu celem represji; w grudniu 1937 został rozstrzelany zarządzający eparchią arcybiskup Cyprian (Komarowski). Do 1941 z 866 cerkwi czynnych pozostało dziewięć. Wiele świątyń zostało całkowicie zniszczonych. Cerkwie zaczęły być ponownie otwierane w czasie II wojny światowej – w okresie sprawowania urzędu biskupa kirowskiego przez arcybiskupa Beniamina (Tichonickiego) liczba parafii wzrosła do 80. W latach 50. i 60. doszło do kolejnej akcji zamykania świątyń – na terenie eparchii kirowskiej władze radzieckie zlikwidowały 45 placówek duszpasterskich. Sytuacja ta zmieniła się dopiero w latach 80. XX wieku, po zmianie polityki ZSRR oraz objęciu katedry kirowskiej przez Chryzanta (Czepila). Otwarto wówczas 120 nowych cerkwi, zaś w 1994 reaktywowany został najważniejszy klasztor eparchii: Monaster Tryfonowski.

## Nazwy eparchii i tytulatura zwierzchników[3]
- 1657–1799: wiacka i wielkopermska
- 1799–1918: wiacka i słobodzka
- 1918–1922: wiacka i głazowska
- 1922–1934: wiacka i słobodzka
- 1934–1994: kirowska i słobodzka
- od 1994: wiacka i słobodzka

## Podział administracyjny
Eparchia dzieli się na 18 dekanatów: wiacki I, wiacki II, wiacko-polański, kilmeski, kirowsko-czepiecki, kotelnicki, kstiniński, kukarski, murasziński, noliński, omutniński, podosinowski, sanczurski, słobodzki, uniński, urżumski, szabalińsko-swieczyński i jarański. Łącznie na terenie eparchii działają 252 parafie obsługiwane przez 171 kapłanów.
Ponadto eparchii podlegają następujące monastery:
- Tryfonowski Monaster Zaśnięcia Matki Bożej w Kirowie, męski,
- Monaster Przemienienia Pańskiego i św. Mikołaja w Wielikorieckim, męski
- Monaster Przemienienia Pańskiego w Kirowie, żeński
- Monaster Włodzimierskiej Ikony Matki Bożej w Piksurze, żeński
- Monaster Narodzenia Pańskiego i Iwerskiej Ikony Matki Bożej we Wiackich Polanach, żeński
- Monaster św. Mikołaja w Nikołajewskim, żeński
- Monaster św. Mikołaja w Kirowo-Czepiecku, żeński

## Ordynariusze[4]
- Aleksander, 1657–1674
- Jonasz (Baranow), 1674–1699
- Dionizy (Uszakow), 1700–1718
- Aleksy (Titow), 1719–1733
- Laurenty (Gorka), 1733–1737
- Cyprian (Skripicyn), 1737–1739
- Beniamin (Sachnowski), 1739–1742
- Warłaam (Skamnicki), 1743–1748
- Antoni (Ilaszewicz), 1748–1755
- Bartłomiej (Lubarski), 1758–1774
- Laurenty (Baranowicz), 1774–1796
- Ambroży (Orlin), 1796–1804
- Serafin (Głagolewski), 1804–1805
- Gedeon (Ilin-Zamacki), 1805–1817
- Ambroży (Rożdiestienski-Wieszczezierow), 1817–1822
- Paweł (Płatonow), 1823–1827
- Cyryl (Bogosłowski-Płatonow), 1827–1832
- Joannicjusz (Obrazcow), 1832–1835
- Nil (Isakowicz), 1835–1838
- Neofit (Sosnin), 1838–1851
- Elpidifor (Bieniediktow), 1851–1860
- Agatangel (Sołowjow), 1860–1866
- Krzysztof (Emmausski), 1866
- Apollo (Bielajew), 1866–1885
- Makary (Mirolubow), 1885–1887
- Sergiusz (Sierafimow), 1887–1896
- Aleksy (Opocki), 1896–1901
- Nikon (Sofijski), 1901–1904
- Filaret (Nikolski), 1904–1914
- Nikander (Fienomienow), 1914–1921
- Paweł (Borisowski), 1921–1927, ponownie do 1929
- Stefan (Znamirowski), 1929–1933
- Makary (Zwiozdow), 1934
- Cyprian (Komarowski), 1934–1937
- Beniamin (Tichonicki), 1942–1957
- Polikarp (Prijmak), 1957–1962
- Jan (Iwanow), 1962–1966
- Włodzimierz (Kotlarow), 1966–1967
- Mścisław (Wołonsiewicz), 1967–1978
- Chryzant (Czepil), 1978–2011
- Marek (Tużykow), od 2011